# Passo Fundo
Passo Fundo är en stad och kommun i Brasilien och ligger i delstaten Rio Grande do Sul. Folkmängden i kommunen uppgick år 2014 till cirka 196 000 invånare.

## Administrativ indelning
Kommunen var 2010 indelad i sex distrikt:
- Bela Vista
- Bom Recreio
- Passo Fundo
- Pulador
- São Roque
- Sede Independência